# Gila (Berg)
Der Gila ist ein Berg in der osttimoresischen Gemeinde Bobonaro. Er liegt im äußersten Südwesten des Sucos Cowa (Verwaltungsamt Balibo), im Süden der Aldeia Rai Luli und hat eine Höhe von 354 m. Ein kleiner Wasserlauf umrundet den Berg von Norden nach Westen zum Süden und fließt dann weiter zum nahegelegenen Talau, dem Grenzfluss zu Indonesien. Auf der anderen Seite des kleinen Wasserlaufs liegt der Berg Mewak (333 m).